# Galerie Tiefer Georg
Tiefer Georg-Stollen
La Galerie Tiefer Georg (Tiefer Georg-Stollen en allemand) est une galerie de mine d'exhaure creusée de 1777 à 1799, de Bad Grund à Clausthal-Zellerfeld, afin de drainer les exploitations minières du Haut-Harz (de) extrayant la galène argentifère. Nommée en l'honneur de George III, électeur de Brunswick-Lunebourg et roi Grande-Bretagne et d'Irlande, elle a été la plus longue et la plus profonde des galeries d'exhaure du Haut-Harz avant la mise en service de la Galerie Ernst August (de).
Un tronçon de 18,5 km de la galerie a été classé au Patrimoine mondial par l'UNESCO en 2010 comme élément du système de gestion hydraulique du Haut-Harz (de).

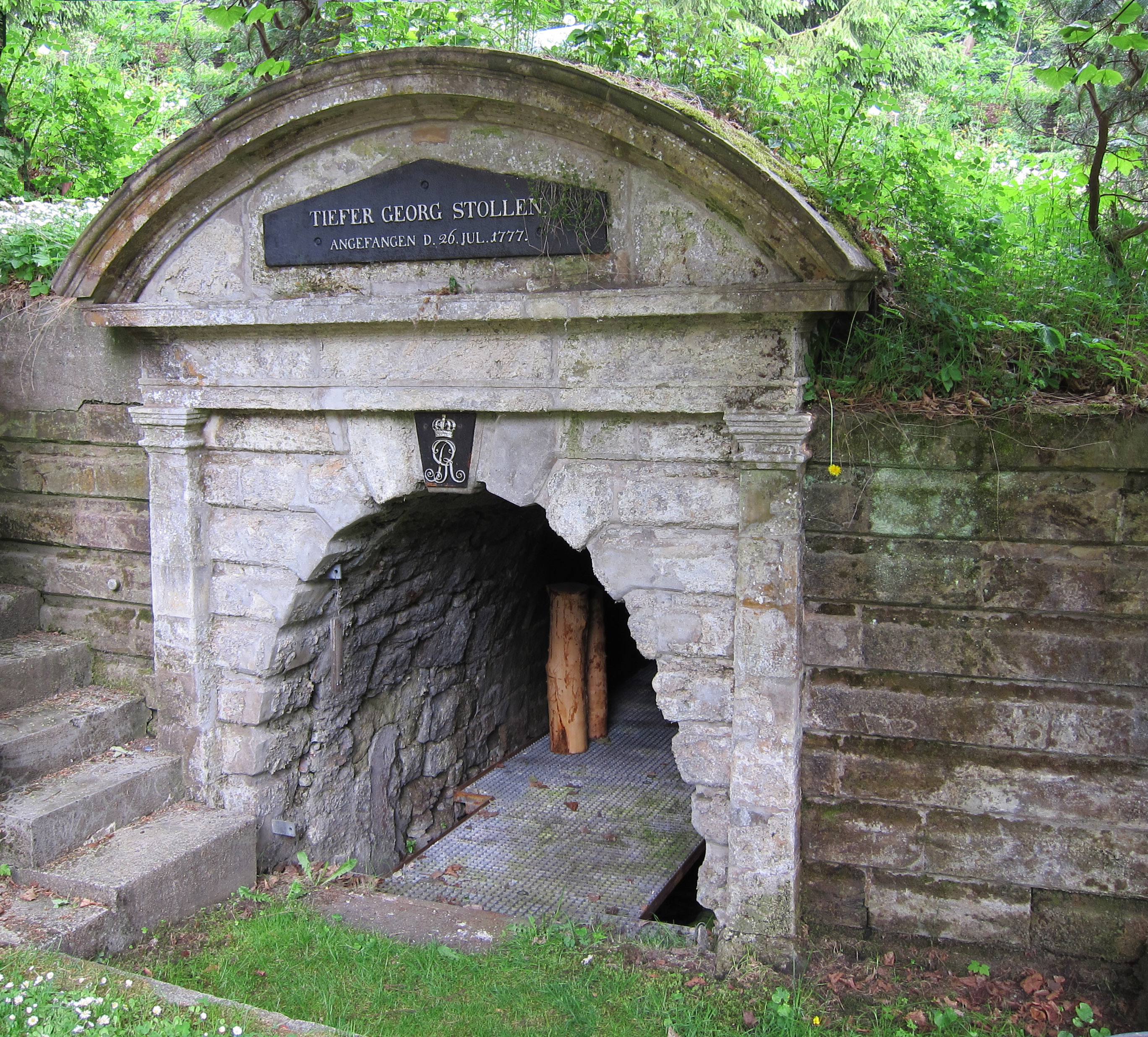
Débouché de la galerie à Bad Grund